# Sines

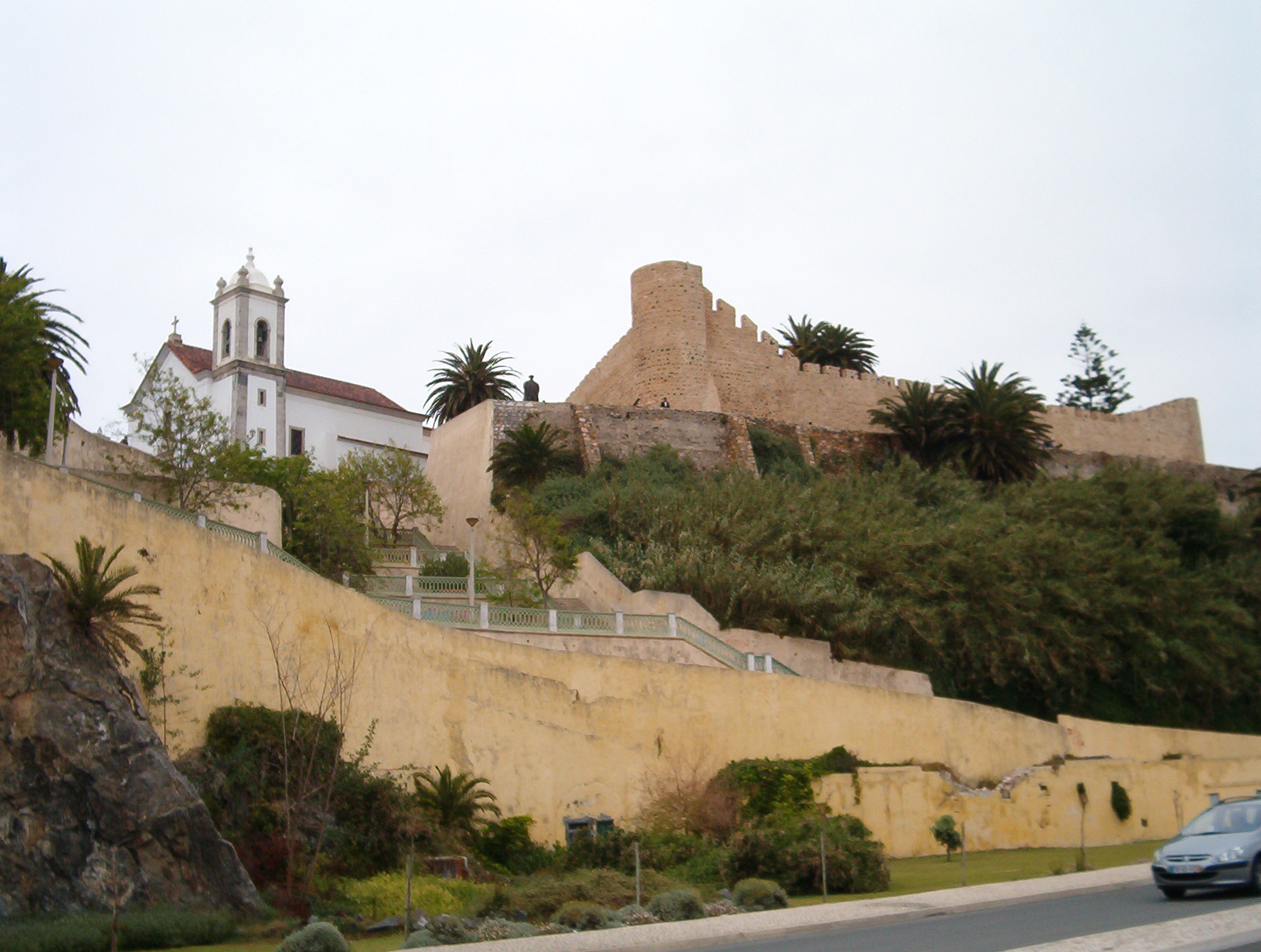
castelo de sines

Sines é uma cidade portuguesa do distrito de Setúbal, região do Alentejo e sub-região do Alentejo Litoral. É sede do município de Sines com 203,30 km² de área e 14.771 habitantes, subdividido em 2 freguesias.
O município é limitado a norte e leste pelo município de Santiago do Cacém, a sul por Odemira e a oeste tem litoral no Oceano Atlântico. O litoral do município, para sul de São Torpes, faz parte do Parque Natural do Sudoeste Alentejano e Costa Vicentina.
O município de Sines possui o maior PIB per capita entre todos os municípios de Portugal.

## História
Há evidências da existência de populações humanas na área do município desde a pré-história. Vestígios de alguns desses povoamentos estão hoje a descoberto em estações arqueológicas como a Palmeirinha e a Quitéria.
Os celtas e púnicos também terão andado por Sines. A presença celta é apenas uma hipótese, mas a púnica é uma certeza: é púnico o Tesouro do Gaio, descoberto numa herdade do município em 1966 e atualmente à guarda do Museu de Sines.
Com os romanos, o concelho define-se pela primeira vez como centro portuário e industrial. A baía de Sines é o porto da cidade de Miróbriga. O canal da Ilha do Pessegueiro está ligado a Arandis (Garvão). Sob o poder de Roma, Sines e a Ilha são polos "industriais", com complexos de salgas de peixe. A segunda hipótese de etimologia de Sines é também romana: "sinus" - baía ou "sinus" - seio, que é a configuração do cabo de Sines visto do Monte Chãos.
A alta Idade Média, em que a região teve ocupação por Visigodos e Mouros, é o período mais obscuro da história de Sines. Há no Museu de Sines cantarias visigóticas que atestam a existência de uma basílica do século VII. Durante a ocupação árabe do sul da Península, Sines é praticamente abandonada.
Povoação da Ordem de Santiago a partir o século XIII, Sines adquire autonomia administrativa em 24 de novembro de 1362. Dom Pedro I concede carta de elevação de Sines a vila interessado na sua função defensiva da costa, colocando como condição a construção do castelo.
A vida do município na Idade Moderna continua a ser marcada pelas funções marítimas. A fundação de Porto Covo, por Jacinto Bandeira, acontece no final do século XVIII, no pressuposto de aí virem a ser construídos dois portos.
Houve acordo de aliança dos reinos de Portugal e de Inglaterra no século XIX em altura de rainha Victoria, o acordo era os senhores ingleses a ocupar os terrenos do território de Sines, de Santiago do Cacém e de Odemira, com a divisão dos terrenos de mais de numa área dois campos de futebol em atualmente ainda na cidade e no arretares de Sines e de Porto Côvo, fui a forma a iniciar a produtividade de agricultura, de animais e de cortiça em território no Litoral Alentejano e o desenvolvimento das vilas de Sines, de Santiago do Cacém, de Odemira, de Santo André e de Milfontes e das aldeias de Porto Côvo, de Melides, de Abela e de Grândola.
A industrial mais produtividade para os senhores ingleses fui a cortiça, com as oito fabricas em Sines os produtos de cortiça saiu na via marítima e até no início de século XX e na década 30.
No século XIX, com o Liberalismo, o concelho deixa de pertencer à Ordem de Santiago e acaba mesmo por ser extinto, em 1855. Mas a segunda metade do século é, paradoxalmente, de crescimento.
Em meados do século XIX, um jovem médico algarvio escreve a primeira monografia de Sines conhecida, "Breve Notícia de Sines". A Sines de Francisco Luís Lopes é uma vila com problemas, mas aberta e tolerante.
O século XX começa praticamente com a restauração do município, em 1914. A indústria da cortiça, a pesca e alguma agricultura e turismo constituem a base da vida de Sines até ao final da década de 60, quando, além da proximidade do mar, Sines pouco se distingue do resto do Alentejo.
O grande complexo industrial criado pelo governo de Marcello Caetano em Sines, em 1970, muda o município. A população explode e diversifica-se, a paisagem ganha novas configurações e a comunidade luta para manter a sua integridade e a qualidade de vida, mitigando os impactes negativos da instalação das novas unidades e aproveitando os positivos.
A história da construção de complexo petroquímico de Sines até nos finais de década 80 de século XX, os únicos projetos completos são as duas petroquímicas, a Central Carvão da EDP e os terminais de carvão e de petroleiro o acordo não fui a completamente terminado a falhava era de destruída da vila de Sines para a instalar de novo terminal petroleiro na baía ou da expansão do terminal de petroleiro, como os mais de 10 km de oleodutos era o complexo petroquímico para a uma infraestrutura de plataforma de transsphiment petroquímica internacional e o complexo petroquímico já a acabou a ideia atualmente de é o complexo industrial ou a plataforma logística intercontinental.
A razão do ideal do projeto de construção da cidade de raiz, Vila Nova de Santo André para a migração do populacional da vila de Sines, era para o desaparecido do povoado de Sines, era para a transformação de ocupação do tudo território da sede do município do complexo industrial - portuário de Sines, o ideal era então errado de eliminação do povoado de Sines no inicial da década 70 a da década 90, na década 90 de expansionismo da vila de Sines até chegar a cidade de Sines a continuidade a limitada o expansionismo de cidade e de industrial, nas razões da burocracia processual estadual e local e as escolhas políticas económicas e reindustrialização do país no longo anos errada, para a estratégica do país para a globalização a continuidade do atrasado desenvolvo de cidade portuária - industrial de Sines, para o centralizo de financeiro do Funchal, de político da Lisboa, de industrial e de económico do Porto e como um problema consciência da sociedade Portuguesa para da cultura a económica e o industrial.
Mas hoje pelo porto de águas profundas de Sines já passa mais de metade do tráfego portuário em Portugal, sobretudo de contentores. E o alargamento do canal do Panamá poderá dar um grande impulso a Sines, desde que seja finalmente construída uma adequada ligação ferroviária a Espanha e Europa Central.

## Clima
Sines possui um clima mediterrânico do tipo Csb, ou seja, com verões e invernos amenos, muito influenciado pelo oceano. Dias com mais de 30 ºC são muito raros e dias com menos de 0 ºC são praticamente inexistentes. O clima é também seco, especialmente no verão, embora o outono seja relativamente chuvoso.
| Dados climatológicos para Sines                                     | Dados climatológicos para Sines | Dados climatológicos para Sines | Dados climatológicos para Sines | Dados climatológicos para Sines | Dados climatológicos para Sines | Dados climatológicos para Sines | Dados climatológicos para Sines | Dados climatológicos para Sines | Dados climatológicos para Sines | Dados climatológicos para Sines | Dados climatológicos para Sines | Dados climatológicos para Sines | Dados climatológicos para Sines |
| Mês                                                                 | Jan                             | Fev                             | Mar                             | Abr                             | Mai                             | Jun                             | Jul                             | Ago                             | Set                             | Out                             | Nov                             | Dez                             | Ano                             |
| ------------------------------------------------------------------- | ------------------------------- | ------------------------------- | ------------------------------- | ------------------------------- | ------------------------------- | ------------------------------- | ------------------------------- | ------------------------------- | ------------------------------- | ------------------------------- | ------------------------------- | ------------------------------- | ------------------------------- |
| Temperatura máxima média (°C)                                       | 15,2                            | 15,5                            | 16,6                            | 17,1                            | 18,3                            | 20,2                            | 21,5                            | 21,7                            | 21,6                            | 20                              | 17,9                            | 16,1                            | 18,5                            |
| Temperatura média (°C)                                              | 12,2                            | 12,8                            | 13,7                            | 14,5                            | 16                              | 17,5                            | 19,1                            | 19,2                            | 19                              | 17,3                            | 15,1                            | 13,3                            | 15,8                            |
| Temperatura mínima média (°C)                                       | 9,2                             | 10                              | 10,8                            | 11,9                            | 13,6                            | 15,6                            | 16,8                            | 16,8                            | 16,4                            | 14,7                            | 12,3                            | 10,5                            | 13,2                            |
| Precipitação (mm)                                                   | 72,8                            | 56,7                            | 39,1                            | 48,5                            | 32,3                            | 7,9                             | 2,9                             | 2                               | 19,1                            | 60,2                            | 85,1                            | 84,4                            | 511                             |
| Fonte: Instituto Português do Mar e da Atmosfera 7 de abril de 2021 |                                 |                                 |                                 |                                 |                                 |                                 |                                 |                                 |                                 |                                 |                                 |                                 |                                 |

## Política

### Eleições autárquicas[6]
| Data | %            | V            | %     | V     | %       | V       | %         | V         | %      | V      | %              | V      | %              | V       | %              | V      | %              | V   | %       | V       | %              | V   | %   | V   | %  | V  | Participação |                |
| Data | FEPU/APU/CDU | FEPU/APU/CDU | PS    | PS    | CDS-PP  | CDS-PP  | PCTP/MRPP | PCTP/MRPP | AD     | AD     | UDP/BE         | UDP/BE | PPD/PSD        | PPD/PSD | PPM            | PPM    | PSN            | PSN | PSD/CDS | PSD/CDS | GCE            | GCE | MPT | MPT | CH | CH | Participação |                |
| ---- | ------------ | ------------ | ----- | ----- | ------- | ------- | --------- | --------- | ------ | ------ | -------------- | ------ | -------------- | ------- | -------------- | ------ | -------------- | --- | ------- | ------- | -------------- | --- | --- | --- | -- | -- | ------------ | -------------- |
| Data | 1976         | 54,96        | 3     | 35,58 | 2       | 2,94    | -         | 2,34      | -      |        |                |        |                |         |                |        |                |     |         |         |                |     |     |     |    |    |              | 62,51 / 100,00 |
| 1979 | 62,03        | 4            | 12,54 | -     | AD      | AD      | 0,45      | -         | 21,78  | 1      | 1,89           | -      | AD             | AD      | AD             | AD     | 74,34 / 100,00 |     |         |         |                |     |     |     |    |    |              |                |
| 1982 | 61,59        | 3            | 17,79 | 1     | AD      | AD      |           |           | 16,87  | 1      | 0,93           | -      | AD             | AD      | AD             | AD     | 71,17 / 100,00 |     |         |         |                |     |     |     |    |    |              |                |
| 1985 | 64,20        | 4            | 13,58 | -     |         |         |           |           | 1,26   | -      | 18,47          | 1      |                |         | 64,75 / 100,00 |        |                |     |         |         |                |     |     |     |    |    |              |                |
| 1989 | 60,32        | 5            | 14,59 | 1     | 4,29    | -       |           |           | 17,62  | 1      | 56,76 / 100,00 |        |                |         |                |        |                |     |         |         |                |     |     |     |    |    |              |                |
| 1993 | 51,19        | 4            | 31,52 | 2     | 2,87    | -       | 10,59     | 1         | 1,24   | -      | 61,84 / 100,00 |        |                |         |                |        |                |     |         |         |                |     |     |     |    |    |              |                |
| 1997 | 44,11        | 4            | 37,01 | 3     | 10,87   | -       | 4,17      | -         |        |        | 61,08 / 100,00 |        |                |         |                |        |                |     |         |         |                |     |     |     |    |    |              |                |
| 2001 | 48,42        | 4            | 40,51 | 3     | PPD/PSD | PPD/PSD | CDS-PP    | CDS-PP    | 7,54   | -      | 61,68 / 100,00 |        |                |         |                |        |                |     |         |         |                |     |     |     |    |    |              |                |
| 2005 | 54,91        | 5            | 27,52 | 2     | 1,22    | -       | 2,18      | -         | 9,84   | -      |                |        | 57,65 / 100,00 |         |                |        |                |     |         |         |                |     |     |     |    |    |              |                |
| 2009 | 14,94        | 1            | 30,69 | 2     |         |         | 4,89      | -         | 3,35   | -      | 43,86          | 4      | 64,69 / 100,00 |         |                |        |                |     |         |         |                |     |     |     |    |    |              |                |
| 2013 | 15,90        | 1            | 51,97 | 4     | 1,38    | -       |           |           | 4,08   | -      | 23,06          | 2      | 56,64 / 100,00 |         |                |        |                |     |         |         |                |     |     |     |    |    |              |                |
| 2017 | 16,39        | 1            | 58,59 | 5     | 2,73    | -       | 2,63      | -         |        |        | CDS-PP         | CDS-PP | 15,26          | 1       | CDS-PP         | CDS-PP | 52,43 / 100,00 |     |         |         |                |     |     |     |    |    |              |                |
| 2021 | 14,32        | 1            | 50,24 | 4     | PPD/PSD | PPD/PSD |           |           | CDS-PP | CDS-PP |                |        | 3,34           | -       | 26,19          | 2      |                |     | 3,47    | -       | 49,74 / 100,00 |     |     |     |    |    |              |                |

### Eleições legislativas
| Data | %     | %     | %     | %    | %     | %        | %     | %     | %    | %     | %    | %   | %       | % | %  | %  |
| Data | PCP   | PS    | PSD   | CDS  | UDP   | APU/ CDU | AD    | FRS   | PRD  | PSN   | BE   | PAN | PSD CDS | L | CH | IL |
| ---- | ----- | ----- | ----- | ---- | ----- | -------- | ----- | ----- | ---- | ----- | ---- | --- | ------- | - | -- | -- |
| 1976 | 51,12 | 27,95 | 7,54  | 2,83 | 2,03  |          |       |       |      |       |      |     |         |   |    |    |
| 1979 | APU   | 17,82 | AD    | AD   | 2,48  | 51,97    | 22,73 |       |      |       |      |     |         |   |    |    |
| 1980 | APU   | FRS   | AD    | AD   | 1,95  | 48,57    | 23,74 | 19,73 |      |       |      |     |         |   |    |    |
| 1983 | APU   | 27,42 | 10,70 | 6,36 | 1,26  | 50,01    |       |       |      |       |      |     |         |   |    |    |
| 1985 | APU   | 16,81 | 12,90 | 4,13 | 1,72  | 44,14    | 15,89 |       |      |       |      |     |         |   |    |    |
| 1987 | CDU   | 15,68 | 28,72 | 2,71 | 1,13  | 38,28    | 7,22  |       |      |       |      |     |         |   |    |    |
| 1991 | CDU   | 27,38 | 31,70 | 3,20 |       | 26,80    | 0,76  | 2,26  |      |       |      |     |         |   |    |    |
| 1995 | CDU   | 45,92 | 15,09 | 6,34 | 1,09  | 25,38    |       | 0,16  |      |       |      |     |         |   |    |    |
| 1999 | CDU   | 46,41 | 16,03 | 4,82 |       | 24,92    | 0,15  | 3,17  |      |       |      |     |         |   |    |    |
| 2002 | CDU   | 40,00 | 24,04 | 5,57 | 21,75 |          | 4,25  |       |      |       |      |     |         |   |    |    |
| 2005 | CDU   | 45,92 | 14,44 | 3,96 | 21,38 | 9,14     |       |       |      |       |      |     |         |   |    |    |
| 2009 | CDU   | 34,00 | 15,76 | 6,24 | 19,95 | 17,19    |       |       |      |       |      |     |         |   |    |    |
| 2011 | CDU   | 26,80 | 25,38 | 8,61 | 19,68 | 8,41     | 1,34  |       |      |       |      |     |         |   |    |    |
| 2015 | CDU   | 33,47 | CDS   | PSD  | 19,14 | 15,94    | 1,41  | 19,60 | 1,53 |       |      |     |         |   |    |    |
| 2019 | CDU   | 36,31 | 12,93 | 2,72 | 16,03 | 14,94    | 3,77  |       | 1,07 | 1,51  | 0,83 |     |         |   |    |    |
| 2022 | CDU   | 46,35 | 15,81 | 1,17 | 10,13 | 6,23     | 1,65  | 1,37  | 9,37 | 3,77  |      |     |         |   |    |    |
| 2024 | CDU   | 30,41 | AD    | AD   | 8,08  | 16,22    | 7,92  | 2,38  | 3,47 | 20,23 | 4,56 |     |         |   |    |    |

## Evolução da população do município
★ Os Recenseamentos Gerais da população portuguesa, regendo-se pelas orientações do Congresso Internacional de Estatística de Bruxelas de 1853, tiveram lugar a partir de 1864, encontrando-se disponíveis para consulta no site do Instituto Nacional de Estatística (INE). 
(Obs.: Número de habitantes "residentes", ou seja, que tinham a residência oficial neste município à data em que os censos se realizaram.)	
|                | 1920 | 1930 | 1940 | 1950 | 1960 | 1970 | 1981 | 1991 | 2001 | 2011 | 2021 |
| 0-14 Anos      | 2037 | 2626 | 3077 | 2887 | 2304 | 1805 | 3018 | 2542 | 2108 | 2068 | 2007 |
| 15-24 Anos     | 1003 | 1649 | 1723 | 1984 | 1572 | 1060 | 1755 | 1782 | 1990 | 1587 | 1348 |
| 25-64 Anos     | 2328 | 3099 | 3644 | 4100 | 4374 | 4040 | 6144 | 6500 | 7382 | 8079 | 7650 |
| = ou > 65 Anos | 229  | 310  | 367  | 519  | 616  | 645  | 1158 | 1523 | 2097 | 2504 | 3193 |

(Obs: De 1900 a 1950 os dados referem-se à população "de facto", ou seja, que estava presente no município à data em que os censos se realizaram. Daí que se registem algumas diferenças relativamente à designada população residente)

## Freguesias

Freguesias do município de Sines

O município de Sines está dividido em duas freguesias:
| Freguesia  | Residentes (2011) | Residentes (2021) |
| ---------- | ----------------- | ----------------- |
| Porto Covo | 1038              | 1092              |
| Sines      | 13200             | 13122             |
| Total      | 14238             | 14214             |

## Economia
No município predominam as atividades ligadas aos sectores secundário e terciário, seguidos pelo primário. Sines é um centro industrial, o que se traduz pela localização, neste município, de uma refinaria de petróleo, indústrias da petroquímica, de construção de polímeros, de metalomecânica e de produção de vagões, facto promovido pela proximidade do porto comercial, cuja importância tem vindo a crescer desde o início do novo milénio.
A aliança 2M, que irá reunir os armadores Maersk e MSC de contentores já escolheu Sines para operar em Portugal os seus serviços de transhipment (transbordo)  de contentores no terminal de contentores do porto de Sines e como a ligar de ferroviária de mercadorias entre do porto de Sines - Madrid - Paris - Europa em 2021, os outros navios de cinco continentes, como as novas rotas comerciais do porto de Sines estar no centro das rotas e o início a operar totalmente do canal de ligação dos oceanos Pacífico - Atlântico em no Canal de Panamá vai o porto de Sines a ganhar a maior importação navegação marítima entre oceano Atlântico de exportação e de importação da União Europeia, a ser a porta entrada da China, dos Estados Unidos da América para a União Europeia e o porto de Sines como as previsões de estudos de Organização Mundial do Comércio (OMC) a dar o maior crescimento no mercado de contentores no futuro.
O porto de Sines é o primeiro maior porto artificial de Portugal e um porto de águas profundas, de fundos naturais até −28 m ZH, com terminais especializados que permitem o movimento de diferentes tipos de mercadorias e de Transshipment "Transbordo" e Hinterland Nacional e Fronteiriço ou rede de Trans-Europa. Para além de ser o principal porto na fachada atlântica de Portugal, devido às suas características geofísicas, é a principal porta de entrada de abastecimento energético de Portugal: contentores, gás natural, carvão, petróleo e seus derivados (Características, 2007).
A sua construção teve início em 1973 e entrou em exploração em 1978. A 14 de Dezembro de 1977 foi criada a Administração do Porto de Sines (APS) (30º, 2007). O porto opera 365 dias por ano, 24 horas por dia, disponibilizando serviços tais como: controlo de tráfego marítimo; pilotagem, reboque e amarração; controlo de acessos e vigilância; água potável e bancas; combate a acidentes/poluição; reparações a bordo ou em terra (Serviços, 2007). O porto de Sines situa-se a 37º 57' de latitude Norte e a 08º 52´ de longitude Oeste, a 58 milhas marítimas a Sul de Lisboa (Localização, 2007).
Sines também passou por algumas vicissitudes nas décadas iniciais. Desde problemas na construção do porto até excesso de optimismo quanto a certas indústrias petroquímicas (não a refinaria), foram vários os contratempos. Mas hoje pelo porto de águas profundas de Sines já passa mais de metade do tráfego portuário em Portugal, sobretudo de contentores. E o alargamento do canal do Panamá poderá dar um grande impulso a Sines, desde que seja finalmente construída uma adequada ligação ferroviária a Espanha e Europa Central.
No que respeita ao hinterland, existem ótimas ligações diretas do Terminal XXI às redes nacionais rodoviária e ferroviária, estando estas integradas na Rede Transeuropeia de Transportes. Por outro lado, para dar resposta às projeções de crescimento, encontra-se em implementação um ambicioso plano de evolução e expansão das acessibilidades rodo-ferroviárias, que permitirão garantir a correta intermodalidade para as ligações nacionais e ao interior de Espanha, particularmente à região de Madrid.
A pesca, o turismo e os serviços são as restantes atividades com relevância no município.

## Figuras ilustres
- São Torpes - um dos primeiros mártires e santos cristãos, cujo corpo foi encontrado e sepultado em Sines. Existe uma profunda devoção ao santo e uma praia no município com o seu nome.

- Vasco da Gama - navegador e explorador português.

- João Daniel de Sines - herói oitocentista como combatente liberal, tornando-se médico no combate às epidemias de cólera e febre amarela.

- Cláudia de Campos - poetisa e feminista.

- Emmerico Nunes - pintor, ilustrador e caricaturista nascido em Lisboa, mas falecido em Sines onde viveu parte da sua vida.

- Arlete Argente Guerreiro - poetisa e contista sineense da primeira metade do século XX.

- João Martins - jogador internacional de futebol.

- Al Berto - poeta, pintor, editor e animador cultural que viveu em Sines durante a sua infância e adolescência.

- Ricardo Pereira - jogador internacional de hóquei em patins.

- Vicente Alves do Ó - cineasta

## Património histórico

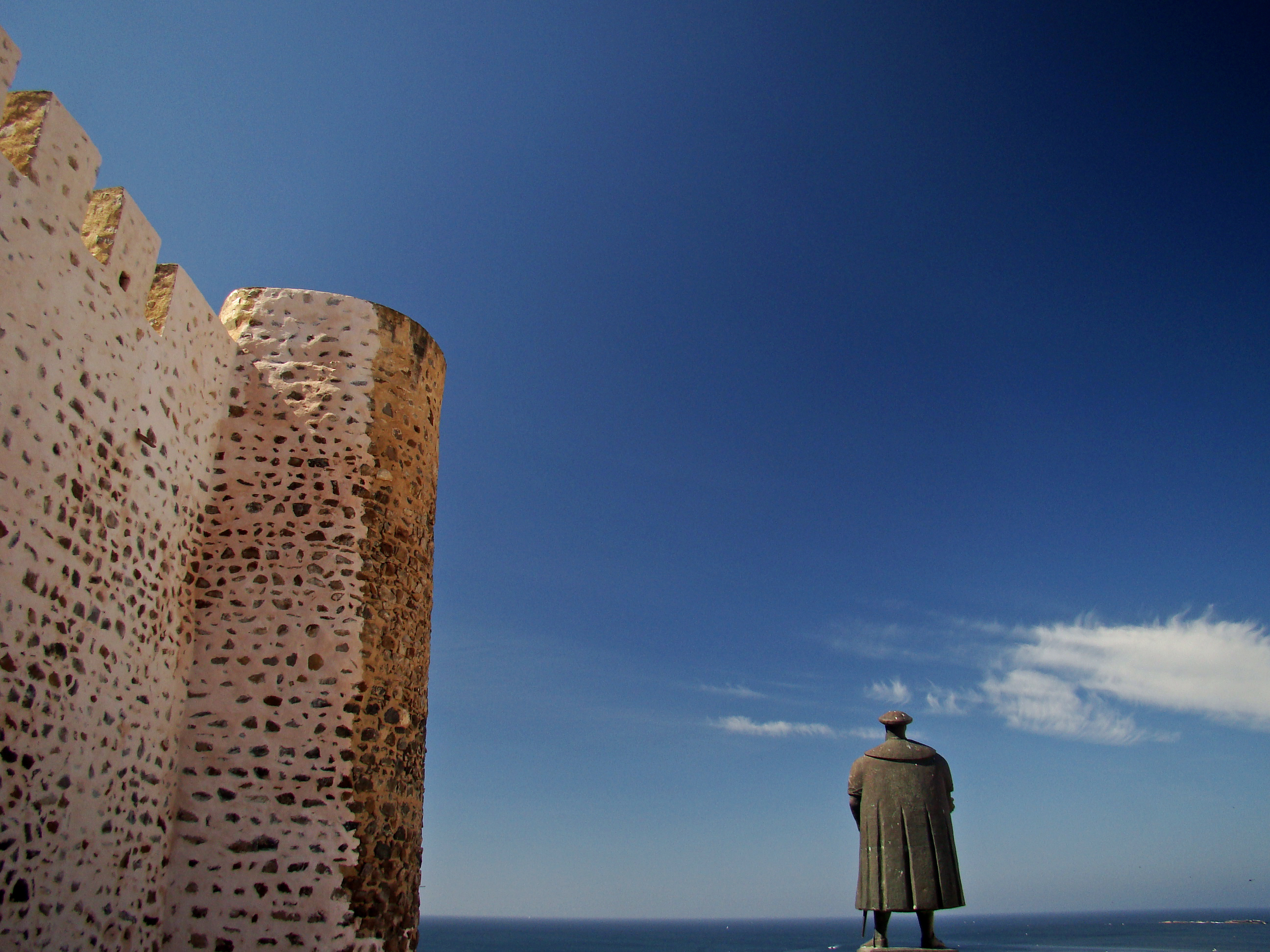
O castelo de Sines com a estátua de Vasco da Gama.

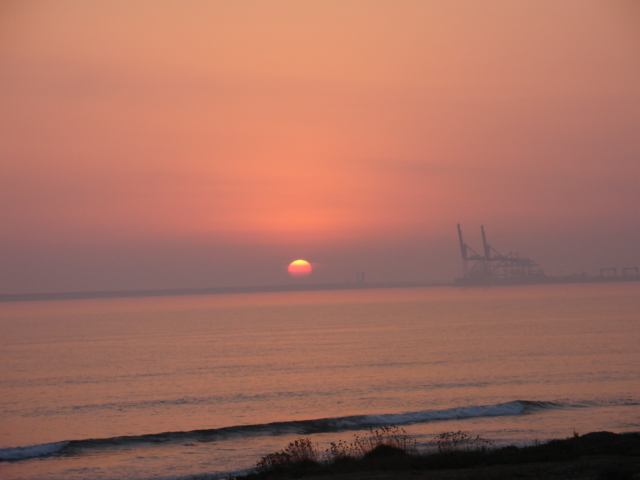
A Praia de São Torpes, em Sines, foi o local onde deu à costa o corpo do santo mártir.

### Militar
- Castelo de Sines
- Forte do Revelim
- Forte do Pessegueiro

### Religioso
- Padrão de São Torpes
- Igreja de Nossa Senhora das Salas
- Igreja Matriz de São Salvador
- Igreja do Espírito Santo ou da Misericórdia
- Ermida de São Bartolomeu
- Ermida de São Sebastião
- Igreja de Nossa Senhora da Soledade

### Estátuas
- Estátua de Vasco da Gama
- Estátua do Bombeiro

### Outros
- Muro da Praia
- Centro Cultural Emmerico Nunes
- Estação dos Caminhos-de-ferro
- Palácio Pidwell

## Equipamentos públicos
- Centro de Artes de Sines
- Castelo de Sines
- Salão do Povo
- Salão Nobre dos Bombeiros Voluntários de Sines
- Salão Nobre dos Paços do Concelho
- Jardim das Descobertas
- Jardim da Praça da República
- Jardim Público de Porto Covo
- Alameda da Paz
- Transportes Públicos Urbanos Municipais de Sines
- Elevador dos Penedos da Índia

### Principais eventos
- Carnaval de Sines
- Festival Músicas do Mundo
- Escola das Artes do Alentejo Litoral

### Desportivos

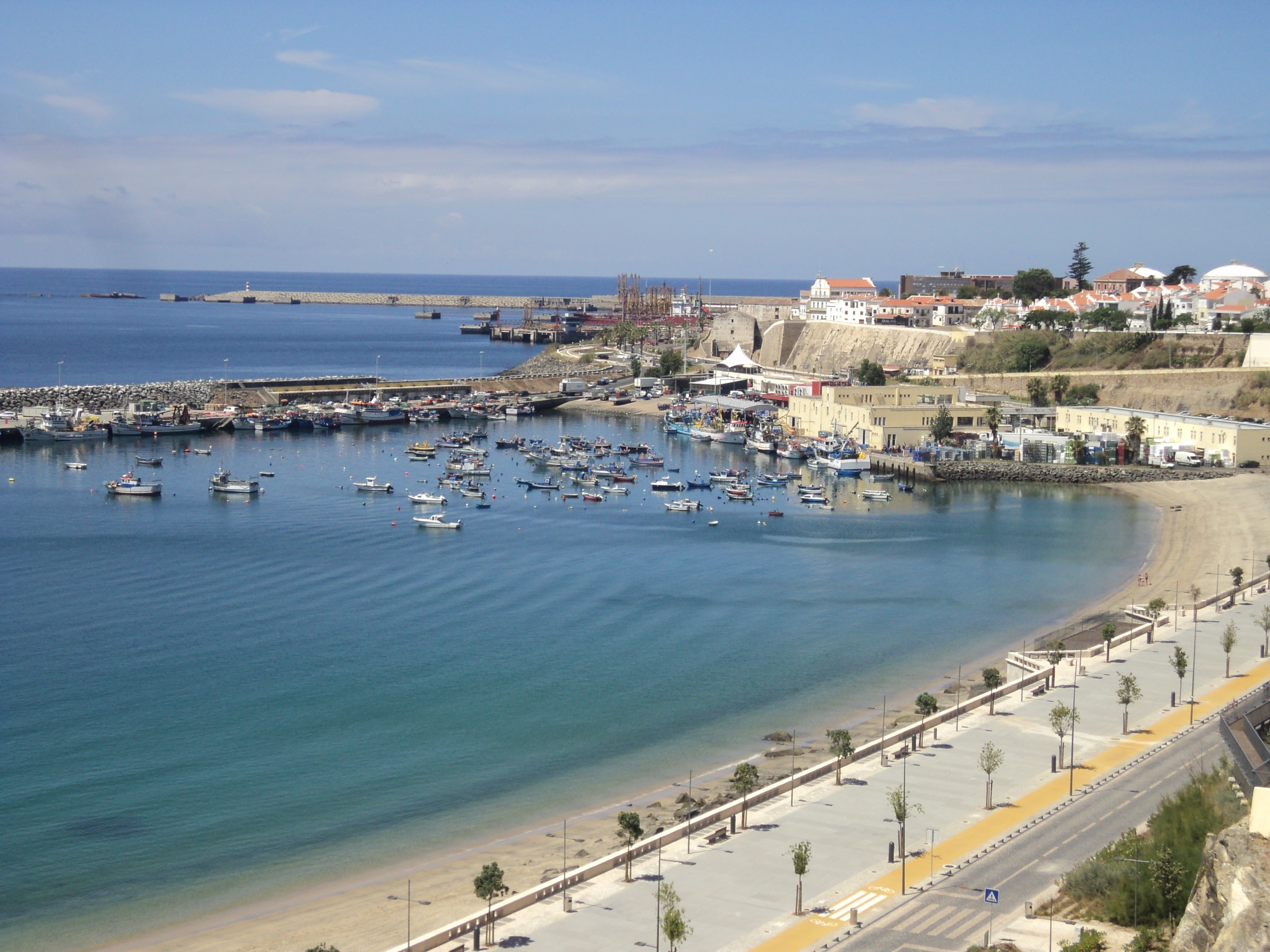
Porto de pesca de Sines (vista do castelo)

- Desportivo Baixa de São Pedro
- Parque Desportivo Municipal
- Estádio Municipal
- Clube Náutico de Sines
- Porto de Recreio
- Pavilhão dos Desportos
- Campo de Tiro
- Piscinas Municipais
- Pavilhão Multiusos de Sines

## Cidades geminadas
- Santa Cruz (Cabo Verde)
- Évora, Vidigueira e Nisa (Portugal)
- Pemba, Moçambique
- Płock, Polónia
- Fortaleza, Brasil